# Бадмаев, Сергей Мучкаевич
Серге́й Мучка́евич Бадма́ев (15 апреля 1938, Цегрг, КалмАССР, РСФСР, СССР — 15 декабря 1998) — советский и российский калмыцкий поэт, член Союза писателей СССР, Заслуженный работник культуры Калмыкии.

## Биография
Родился в хотоне Цегрг около села Алцынхута в Кетченеровском районе Калмыцкой Автономной Советской Социалистической Республики. Начал публиковаться в 1965 году, сначала в районной газете «Заветы Ильича», позднее — в республиканских изданиях «Хальмг үнн» и «Советская Калмыкия». В 1974 году опубликовал первый сборник стихов — книгу «Мини одн» (калм. Мини одн — «Моя звезда»). В 1978 году был принят в Союз писателей СССР, в 1985 окончил Литературный институт имени А. М. Горького. Писал на калмыцком языке, некоторые из его стихотворений переведены на русский, украинский, монгольский языки. Одним из переводчиков творчества Бадмаева был астраханский поэт Леонид Чашечников. Стихи поэта включены в школьную программу республики.

## Творчество
- Мини одн, 1974.
- Облик степи, 1978.
- С землёй нерасторжимое родство, 1981.
- Домбра, 1983.
- Рождение утра, 1984.
- Мирное утро, 1985.
- Хлеб, 1989.
- Материнское облако, 1991.
- Зальврһн, 2013.